# Potok Skamieniały Las
Potok Skamieniały Las (ang. Petrified Forest Creek) - potok na Wyspie Króla Jerzego. Rozpoczyna bieg poniżej szczytu Krokiew pod południowo-zachodnią częścią Grani Panorama. Początkowo biegnie stamtąd w kierunku północno-wschodnim łukowato wygiętą doliną między Krokwią a stokiem Ubocz, następnie skręca ostro na północny zachód i okrąża Urwisko Skua. Pod występem skalnym Ambona łączy się z Potokiem Geografów i skręca ponownie na północny wschód, docierając do terenu Polskiej Stacji Antarktycznej im. Henryka Arctowskiego. Tam - po połączeniu z Potokiem Obserwacyjnym - uchodzi ostatecznie do Zatoki Arctowskiego.
Nazwa potoku pochodzi od skamieniałych szczątków drzew z okresu trzeciorzędu, na jakie natrafiono na jego brzegach. 